# Woningoppas
Een woningoppas is iemand aan wie een huiseigenaar of huurder zijn woning toevertrouwt wanneer hij voor een langere periode afwezig is. Gebeurt dit wanneer de huiseigenaar of huurder op vakantie is, dan spreekt men ook wel van een vakantieoppas.
Het basisidee is dat dit met een gesloten beurs gaat. De oppas kan gebruikmaken van de woning. In ruil daarvoor zorgt hij voor het huis, de huisdieren en eventueel kleinvee. Werkzaamheden zoals het onderhoud van de tuin, de post doorsturen, het schoonmaken van het zwembad etc. worden in onderling overleg afgesproken. In het algemeen zorgt de oppasser ervoor dat alles verloopt alsof de huiseigenaar zelf aanwezig zou zijn.
Een woningoppasovereenkomst is gebaseerd op wederzijds voordeel en vertrouwen. Het grote voordeel voor de huiseigenaar of huurder is dat het huis bewoond is en onderhouden wordt. Het is bekend dat de aanwezigheid van een woningoppas criminaliteit voorkomt. De huisdieren en eventueel kleinvee worden goed verzorgd en kunnen in hun vertrouwde omgeving blijven. Kosten van bijvoorbeeld dierenpensions worden voorkomen. Het voordeel voor de oppasser is het gratis gebruik van de woning.

## Informatiedocument
Een document met eventueel een "checklist" (of controlelijst) waarin alle belangrijke informatie en onderlinge afspraken beschreven staan, kan gebruikt worden. Het gaat hierbij om informatie die voor zowel de huiseigenaar/huurder als de oppasser van belang is. Voorbeelden zijn de contactgegevens, welke werkzaamheden gewenst zijn en informatie over de te verzorgen dieren, planten en tuin. Ook praktische zaken als wanneer het huisvuil wordt opgehaald en de code van het huisalarm kunnen worden vermeld.

## Invloed van het internet
De mogelijkheden van internet hebben bijgedragen aan de populariteit van de woning- en vakantieoppas. Huiseigenaren/huurders en oppassers kunnen zichzelf op het web presenteren. Verder zijn er gespecialiseerde websites die de partijen bij elkaar brengen. In het algemeen vragen deze websites aan een van beiden óf aan beiden inschrijfgeld. Na inschrijving krijgt men toegang tot een infrastructuur die het mogelijk maakt om met de ander contact te leggen. De gespecialiseerde websites kunnen ideëel of commercieel zijn. De commerciële websites vragen bijvoorbeeld een vergoeding per oppasdag aan de huiseigenaar of huurder.